# Hans Krahe
Hans Krahe (Gelsenkirchen, 7 febbraio 1898 – Tubinga, 25 giugno 1965) è stato un linguista tedesco, specializzatosi nel corso di molti decenni nello studio delle lingue illiriche.

## Biografia
Tra il 1936 ed il 1946 Krahe insegnò all'Università di Würzburg dove, nel 1942,  fondò l'‘'Archiv für die Gewässernamen Deutschlands'’. Tra il 1947 ed il 1949 mantenne una cattedra ad Heidelberg e dal 1949 alla sua morte fu Professor für vergleichende Sprachwissenschaft und Slavistik e Leiter des indologischen und slavischen Seminars presso l'Università di Tubinga.

### Idronimia antico-europea
Nei suoi lavori più maturi Krahe pervenne a sostituire il sistema di Teorie precedentemente formulate da Julius Pokorny (e da lui stesso sviluppate nei precedenti lavori) con quella dell'“Idronimia antico-europea” (Alteuropäische Hydronymie), basata sull'analisi dei nomi di un'estesa rete di corsi d'acqua risalenti all'Età del Bronzo e ad un tempo precedente allo sviluppo delle Lingue indoeuropee storiche nelle aree dell'Europa centrale, settentrionale e occidentale.  Nel suo saggio del 1949 Ortsnamen als Geschichtsquelle ("Placenames as sources for history") Krahe presentò l'analisi dell'idronimia (il nome dei fiumi) come fonte di informazione sia storica che pre-istorica, attraverso una estesa dimostrazione che prendeva il fiume Meno come esempio illustrativo (Krahe 1949:17ff.).

## Pubblicazioni
Oltre a numerosi articoli, Krahe pubblicò i seguenti libri:
- Die alten balkanillyrischen geographischen Namen (Heidelberg 1925). "The old Balkan-Illyrian geographical names", il suo primo libro.
- Lexikon altillyrischen Personennamen (1929). "Dictionary of Old Illyrian personal names".
- Indogermanische Sprachwissenshaft (Berlin 1948) "Indo-German linguistics"
- Ortsnamen als Geschichtsquelle (Heidelberg 1949) "Places names as sources of history"
- Die Sprache der Illyrier. 
  - vol. I. Die Quellen, Wiesbaden 1955. ISBN 3-447-00534-3.
  - vol. II. contiene: Die messapischen Inschriften und ihre Chronologie di Carlo de Simone e Die messapischen Personennamen di Jürgen Untermann, Wiesbaden 1964. ISBN 3-447-00535-1
- Die Strukture der alteuropäischen Hydronomie (Wiesbaden 1963). "The structure of Old-European river names".
- Unsere ältesten Flussnamen  (1964).  "Our oldest river names".
- Germanische Sprachwissenschaft. Wortbildungslehre. (Berlin 1969). "German linguistics".